# Kurume Suiten-gū

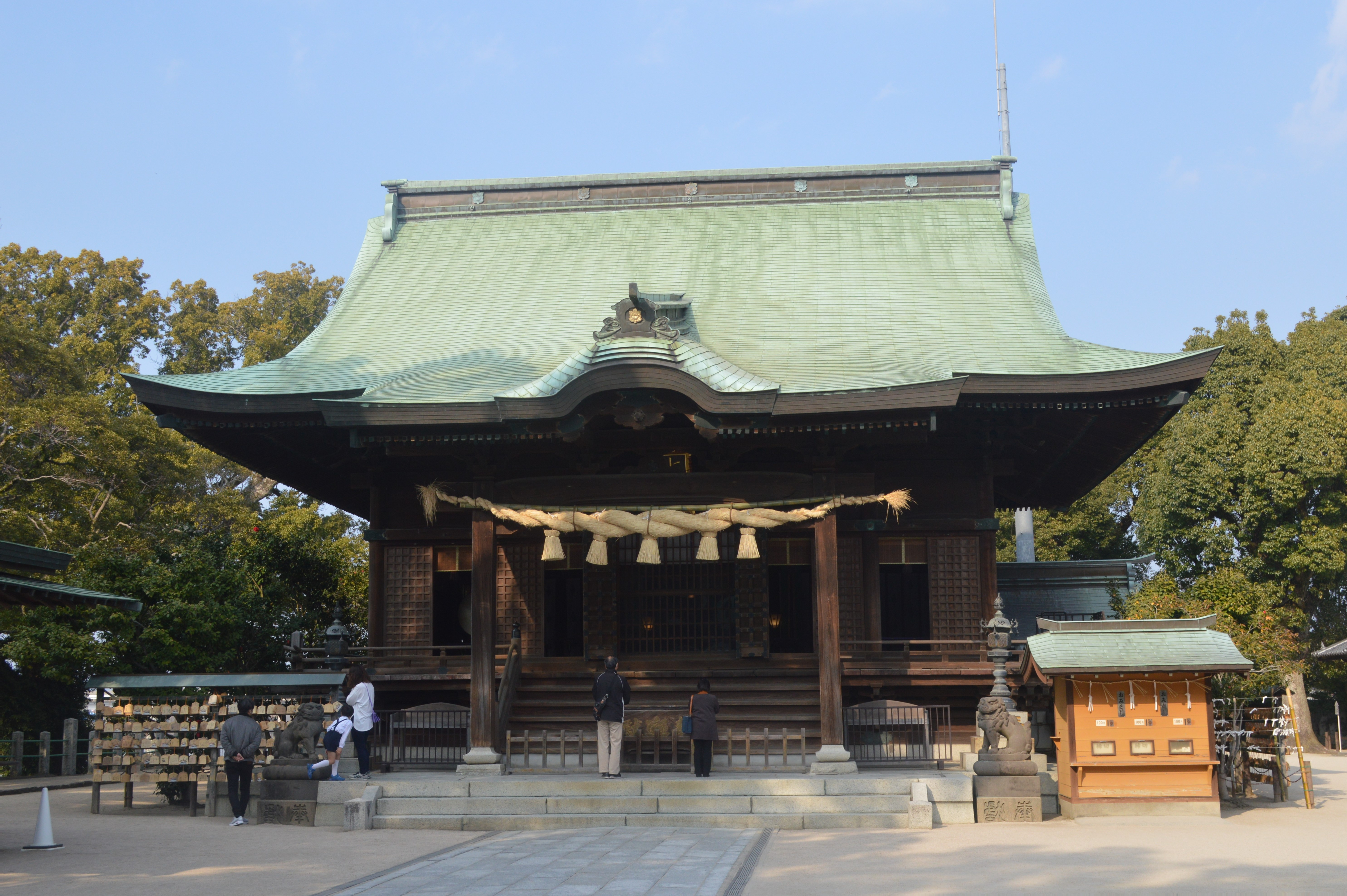
Santuario Suiten-gu de Kurume

Kurume Suiten-gu (久留米水天宫?) es un santuario sintoísta ubicado en Kurume, prefectura de Fukuoka, Japón. Este santuario es la sede general de todos santuarios Suiten-gu en Japón.

## Leyenda
Como es un santuario relacionado con agua, Suiten-gu llegó a ser venerado como un santuario protector para el tráfico marítimo y se dice que tiene una conexión con la leyenda de los seres Kappa. Hoy en día, es conocido por albergar el Kami del parto seguro.